# My Back Pages
My Back Pages è una delle canzoni più conosciute di Bob Dylan. Incisa nel 1964, fa parte dell'album Another Side of Bob Dylan. Raramente Dylan l'ha cantata durante i suoi concerti

## Storia
Articolata nella versione originalmente incisa su disco nel 1964 su un ritmo di ballata acustica, è assimilabile stilisticamente al gruppo delle prime canzoni di protesta scritte da Dylan. In questa canzone - come in tutto l'album di riferimento - Dylan si accompagna con la chitarra su un semplice sottofondo di steel guitar, lo strumento che conferisce il tipico sound della musica folk.
Contrariamente all'impianto musicale, piuttosto tradizionale, il testo del brano è innovativo e prende le distanze - fin dal titolo (traducibile con Le mie pagine passate) dai precedenti schemi poetici sviluppati da Dylan. E questa intenzione di distacco dal passato emerge specialmente nel leitmotiv del brano, ove recita: «Ah, but I was so much older then / I'm younger than that now» ("ero molto più anziano allora, sono molto più giovane adesso").
Come gran parte delle altre canzoni dell'album, anche My Back Pages è - a detta della critica - uno dei più riusciti tentativi di Dylan nel mettere a fuoco con poetica visionarietà antichi sentimenti e nuove sensazioni tipiche di un giovane (Dylan aveva ventitré anni quando compose il brano) pronto a lasciarsi dietro alle spalle ogni sorta di utopico e sterile idealismo.

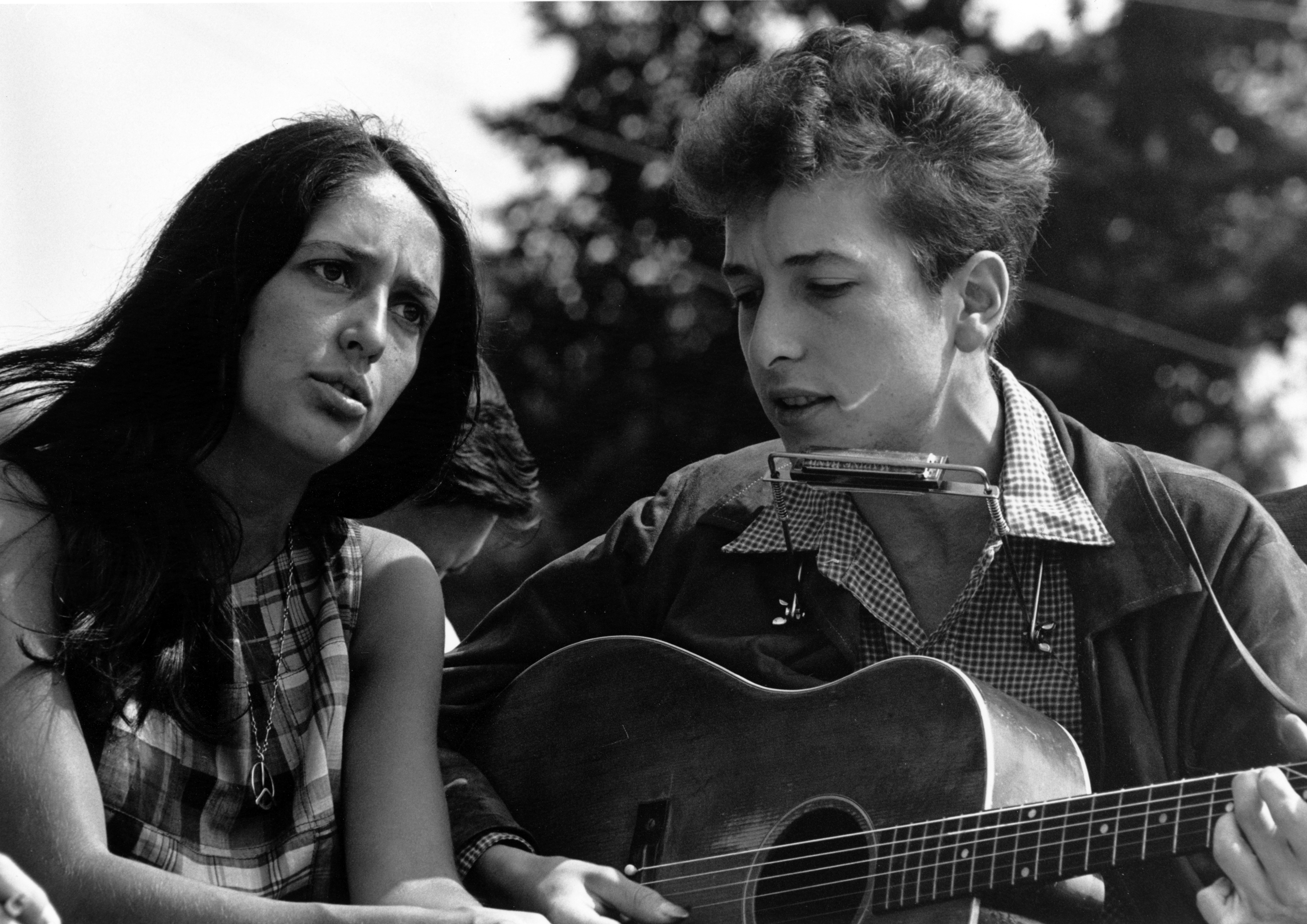
Bob Dylan in un'immagine degli anni sessanta insieme a Joan Baez

Il testo della canzone riflette tuttavia un lucido interesse riguardo sia ai mutamenti dell'animo umano sia a quelli di una società - in particolare quella degli anni sessanta - scossa dai primi fermenti che animavano i campus universitari, e in una nazione che si trovava a fare i conti con forti istanze in termini di diritti civili da riconoscere alla popolazione di colore fino ad allora confinata in ghetti.

## Cover
Il brano non ha perso il suo smalto nel corso degli anni seguenti alla prima pubblicazione, tanto che di esso sono state incise numerose cover da parte di noti cantanti e gruppi, fra cui quelle di The Byrds, The Hollies, Ramones, Pearl Jam e The Nice.
Fra i vari artisti che l'hanno ripresa - in concerto o in disco - si segnalano Jackson Browne in coppia con Joan Osborne, Eric Johnson, Carl Verheyen, Keith Jarrett e Steve Earle.
Una particolare e storica versione live a tempo di country rock è quella eseguita a New York nell'ottobre del 1992 in occasione della festa per il trentesimo anniversario di attività di Bob Dylan (è inserita nell'album The 30th Anniversary Concert Celebration).
Sul palco, quella sera, si esibì una formazione allargata del supergruppo dei Traveling Wilburys (con George Harrison e Tom Petty suonarono e cantarono anche Eric Clapton, Neil Young e Roger McGuinn, già leader dei Byrds): ciascuno di essi - Dylan incluso - ne cantò una strofa.
Il brano è stato inciso nei primi anni duemila anche in lingua giapponese dal gruppo dei Magokoro Brothersin una versione servita per la colonna sonora del film Masked and anonymous.
A differenza di brani coevi, e per motivi sconosciuti, Dylan l'ha eseguita piuttosto raramente nel corso degli anni durante i concerti del suo interminabile Never Ending Tour.
I Ramones hanno incluso in Acid Eaters, album composto di sole cover, un riarrangiamento in stile Ramones di My Back Pages, cantata da C.J. Ramone.
Nel 2019 Gian Pieretti ne ha realizzato una versione in italiano nel suo album Nobel, dedicato a cover di Dylan, intitolata Ricorda .